# Isszoszi csata
Az isszoszi csata i. e. 333. november 5-én zajlott Anatólia délkeleti részén, az Isszoszi-öbölnél Nagy Sándor makedón uralkodó és III. Dareiosz perzsa nagykirály seregei között. Miután a támadó Nagy Sándor a granikoszi csatában legyőzte a kis-ázsiai perzsa kormányzókat, Dareiosz maga állt a birodalom hadseregének élére. A perzsáknak sikerült megkerülniük az Amanosz-hegység hágóinál várakozó helléneket, de eközben egy keskeny tengerparti síkságon kényszerültek megütközni velük, ahol nem bontakozhatott ki létszámbeli fölényük. Nagy Sándor szokásos taktikáját alkalmazta, a jobbszárnyon törte át az ellenfél arcvonalát, bár eközben saját balszárnya alig tudta feltartani a perzsa lovasság rohamait. A sikeres görög támadás után Dareiosz elmenekült, a perzsa sereg összeroppant és menekülés közben hatalmas veszteségeket szenvedett. A csata után Dareiosz családjának egy része fogságba esett. Az isszoszi győzelem után Nagy Sándor dél felé fordult, Fönícia és Egyiptom meghódítására.

## Előzmények

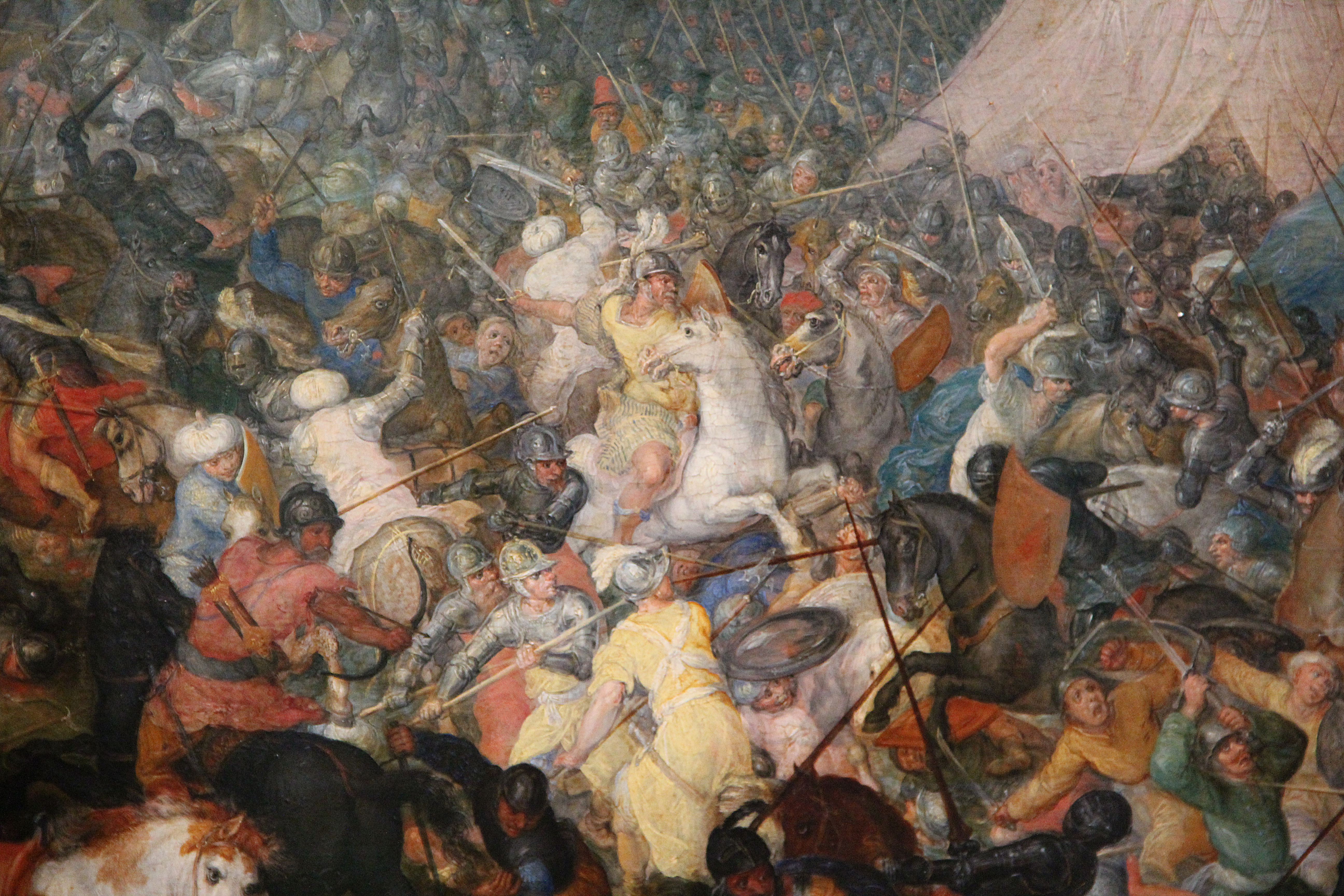
Az isszoszi csata (Id. Jan Brueghel képe, 1602)

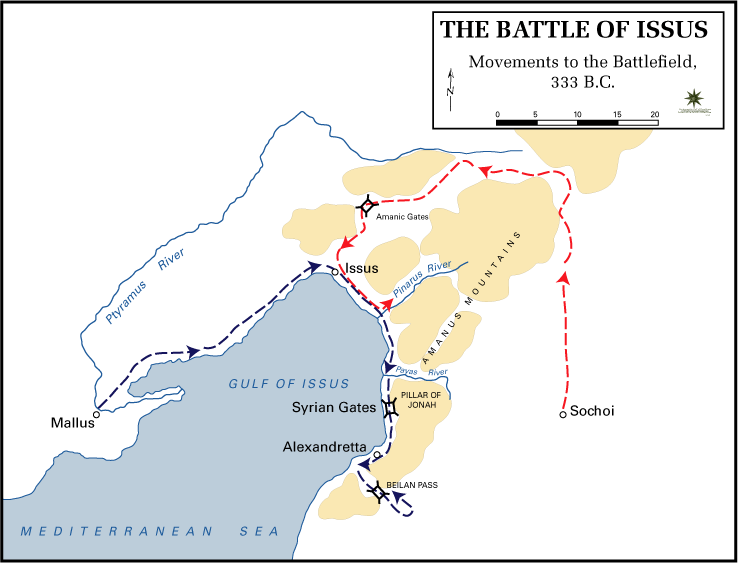
A hadseregek mozgása a csata előtt (vörössel jelölve a perzsák, kékkel a makedónok)

Nagy Sándor i. e. 334-ben kelt át Ázsiába és a granikoszi csatában legyőzte a helyi kis-ázsiai perzsa kormányzók (szatrapák) egyesített seregét. Ezután nekikezdett sorra elfoglalni a kis-ázsiai kikötővárosokat, hogy megfossza támaszpontjaitól a félelmetes perzsa flottát. Ostrommal bevette Milétoszt majd Halikarnasszoszt és keletre indult. Tarszoszban érte a hír, hogy III. Dareiosz perzsa király Babilonban hatalmas hadat gyűjt ellene. Nagy Sándor előreküldte Parmeniónt, hogy szállja meg az Isszoszi-öböl partvidékét és akadályozza meg, hogy a perzsa flotta csapatokat tegyen partra vagy utánpótlással lássa el Dareioszt. I. e. 333 őszének végén megtudta, hogy a perzsa hadsereg egy Szokhoi nevű szíriai városig nyomult előre. Ekkor összeszedte szétszórt csapatait és átvonult az Isszoszi-öböltől keletre fekvő Amanosz-hegységhez.
Dareiosz a közelgő tél – amikor jóval nagyobb hadinépének élelmezése nem lett volna megoldott – és föníciai városok lázongása miatt mielőbbi döntést akart. Bár egy szolgálatában álló makedón férfi és görög zsoldosai is figyelmeztették, hogy maradjon a széles síkságon, ahol létszámfölénye jobban érvényesülhet, a király attól tartott, hogy ellenfele megszökik előle. Azt tudta, hogy a hellének elfoglalták az Amanosz hágóit, ezért északról megkerülte a hegységet. A perzsák ellenállás nélkül bevonultak Isszosz városába és ott hátrahagyott sebesült és beteg görög katonáknak levágták a kezét. Dareiosz rájött, hogy a makedónok hátába került és elvágta utánpótlási vonalaikat. A tengerparti keskeny síkságon utánuk indult délkelet felé és mikor a Pinarosz folyónál felderítői jelentették, hogy Nagy Sándor északnak, feléje mozog, letáborozott.
Az ütközetre Isszosz városától délkeletre került sor a mai İskenderun közelében (a várost Nagy Sándor alapította Alexandria néven győzelme helyszínén), a kis Pinarosz folyó két partján. A folyót korábban a  Deli Çay, újabban inkább a Payas folyóval azonosítják. Ezen a helyen a tenger és a hegyek közötti távolság mintegy 2,6 km, vagyis Dareiosz nem tudta kihasználni létszámfölényét. 

## A szembenálló felek
Arrianosz és Plutarkhosz szerint (akik korábbi görög forrásokra alapozták becslésüket) a perzsa hadsereg 600 ezer fős volt míg Diodórosz és Justinus 400 ezres, Curtius Rufus pedig 250 ezres seregről ír.
A mai történészek Arrianosz 600 ezres adatát valószínűtlennek tartják, mert a korabeli logisztika nem igazán tehette lehetővé 100 ezernél több ember mozgatását egy ütközetben. A német Hans Delbrück odáig ment, hogy 25 ezerre tette a létszámukat, míg mások 100 ezer alattinak gondolják, amely magába foglalt 11 ezer lovast, 10 ezer elit halhatatlant és 10 ezer görög zsoldost.
Nagy Sándor pánhellén hadserege valószínűleg nem számlált többet 40 ezer főnél. Ebből 22 ezer lehetett nehézfegyverzetű hoplita gyalogos, 13 ezer könnyű fegyverzetű, íjjal, parittyávval, illetve gerellyel küzdő peltasztész, és 5850 lovas.

## A csata lefolyása

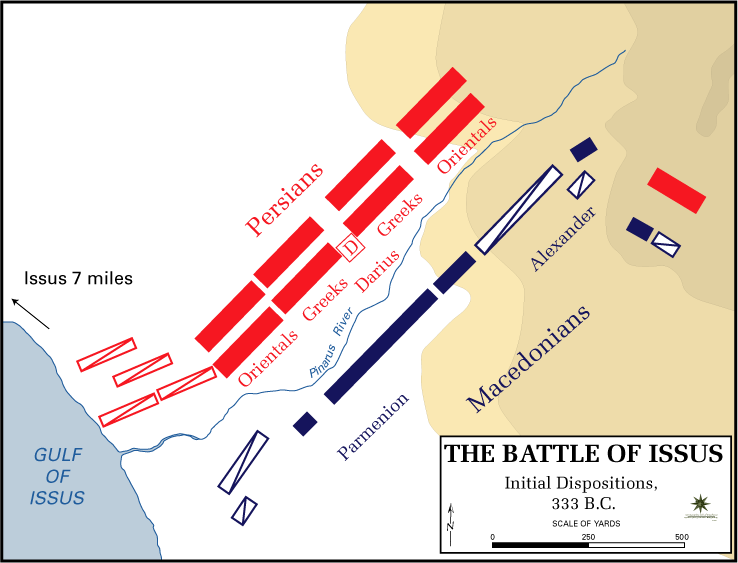
A szembenálló felek hadrendje a csata kezdetén

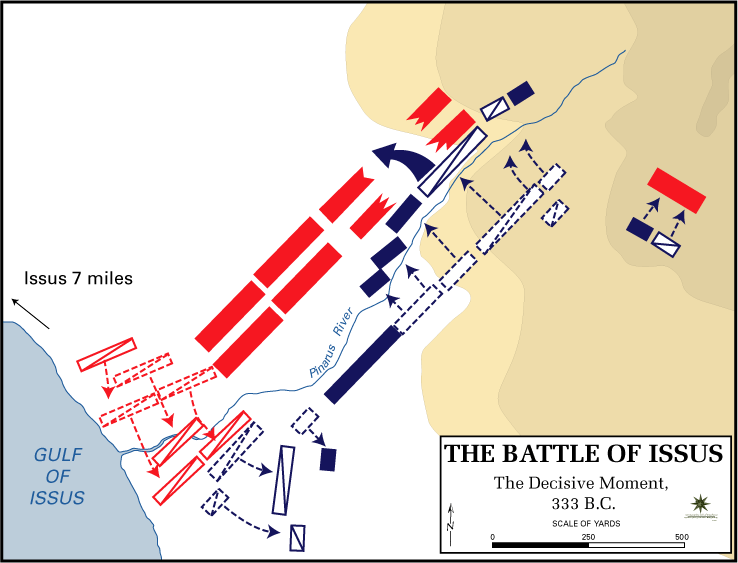
Az isszoszi csata lefolyása

Dareiosz egy nagyobb lovas kontingenst átküldött a Pinarosz déli partjára, hogy elővédharcaikkal elegendő időt adjanak neki a csatarandebe álláshoz. Az arcvonal centrumába görög zsoldosokat állított, hogy felfogják a makedón falanx támadását; őket perzsa nehézgyalogosok támogatták. Bal szárnya elnyúlt egészen a síkságot koszorúzó hegyvonulatig, túlhaladva az ellenség hadrendjét, ezért arcvonalát görög gamma betűt (Γ) formázva megtörte és egy részét a dombság alacsonyabb lejtőin állította fel, bekerítéssel veszélyeztetve a makedón jobbszárnyat. Ő maga középen állt fel, körülötte legjobb gyalogosaival, görög zsoldosokkal és lovas testőrségével. A király ezt követően visszahívta a Pinarosz túloldalára küldött lovasságát  és a laposabb terepen elhelyezett jobbszárnyra irányította őket. Kisebb harcértékű csapatait egy második, tartalék vonalba sorakoztatta fel.
A hellén sereg centrumát a Kraterosz (aki a teljes centrumért is felelt), Meleagrosz, Ptolemaiosz és Amüntasz parancsnokolta négy falanx képezte. A jobbszárnyat maga Nagy Sándor vezette és ide osztotta be a támadó gyalogságot (Koinosz és Perdikkasz falanxait és Nikanór pajzsos hüpaszpisztészeit), valamint a lovassága (hetairoszok, szariszophoroszok és a thesszáliaiak) zömét. A Parmenión vezette balszárny szerepe a védekezés volt; ide először csak a nehéz fegyverzetű hoplitákat állították, de amikor Nagy Sándor észrevette, hogy a perzsa lovasság a jobbszárnyon tömörül, az elit thesszáliai lovasságot rejtve átvezényelte saját balszárnyára.
A perzsák arcvonala felé közeledve a jobbszárny elé íjász és dárdás könnyűgyalogosokat és könnyűlovasokat küldött az ellenség zaklatására, valamint, egy kisebb – agriánus könnyűgyalogosokból, lovasokból és íjászokból álló – egységet Attaloszra bízott, hogy tartsa fel a jobbszárnyát fenyegető, dombokra felállt perzsákat. Attalosz külön parancs nélkül megtámadta a perzsa hadrend szélét és felűzte őket a hegység magasabb lejtőire; ezután az esetlegesen visszaszivárgó ellenség feltartására háromszáz lovast hagyott, maga pedig csatlakozott a jobbszárnyhoz.
Nagy Sándor kedvelt "üllő és kalapács" taktikáját alkalmazta az isszoszi csatában is: míg a centrum és a balszárny felfogja az ellenség támadását, a jobbszárnyon átüti a perzsák arcvonalát és hátbatámadja azok derékhadát. Ennek megfelelően a folyón átgázolva heves támadással kezdtek a jobb oldalon és bár a perzsák keményen ellenálltak, soraik hamarosan meginogtak és hátrálni kezdtek. Eközben azonban a görög centrum falanxai bajba kerültek, a meredek folyópart és az elit görög-perzsa gyalogság feltartóztatta őket és elszakadtak az előretörő jobbszárnytól. Arrianosz szerint százhúsz "jeles" makedón (feltehetően tiszt) esett itt el és támadásukat visszaverték. A balszárnyon pedig Parmenión csak nagy üggyel-bajjal tudta feltartani a rohamozó perzsa nehézlovasságot; az átirányított thesszáliai lovasság nélkül a védelem valószínűleg összeroppant volna.   

Az isszoszi csata (Albrecht Altdorfer képe, 1529)

Mielőtt azonban a helyzet kritikussá vált volna, a jobbszárnynak sikerült megfutamítania az ellenséget, Nagy Sándor pedig lóra ülve személyesen vezette hetairosz lovasságát a perzsa derékhad oldalba támadásában. Miután Dareiosz és testőrsége az elsők között kezdett menekülni, a harcrend felbomlott és zavarodott tömegként hátrafelé zúdult. A kisebb combsérülést szenvedett Nagy Sándor előbb felmentette a defenzívába szorult Parmaniónt, csak ezután fogott a menekülő perzsák üldözésébe.
Curtius Rufus szerint Dareiosz harci szekerének lovait lándzsák sebezték meg, mire azok vadul ágaskodni kezdtek, és majdnem kiborították a kocsiból a királyt. Dareiosz a tartalék lóra ült át és elhajítva királyi jelvényeit elmenekült. Arrianosz viszont azt írja, hogy csak akkor váltott át lóra, amikor a dombos terepen a kocsi nem tudott továbbmenni.
A makedón lovasság napnyugtáig űzte a menekülő perzsákat, akik hatalmas veszteségeket szenvedtek. Ptolemaiosz emlékirataiban azt írta, hogy Dareiosz üldözése közben egy szoroshoz ért, amelyen csak úgy tudott átkelni, hogy végig holttesteken járt. Arrianosz száz-, Curtius és Diodórosz száztízezer halottról ír; a számok nyilván erősen túlzottak, inkább a nagyarányú veszteséget mutatják.
A görög oldalon Curtius szerint négyezer-ötszázan sebesültek meg, 452-en pedig elestek. A veszteség többségében a centrum és a balszárny súlyos harcaiban keletkezett.

## Következmények

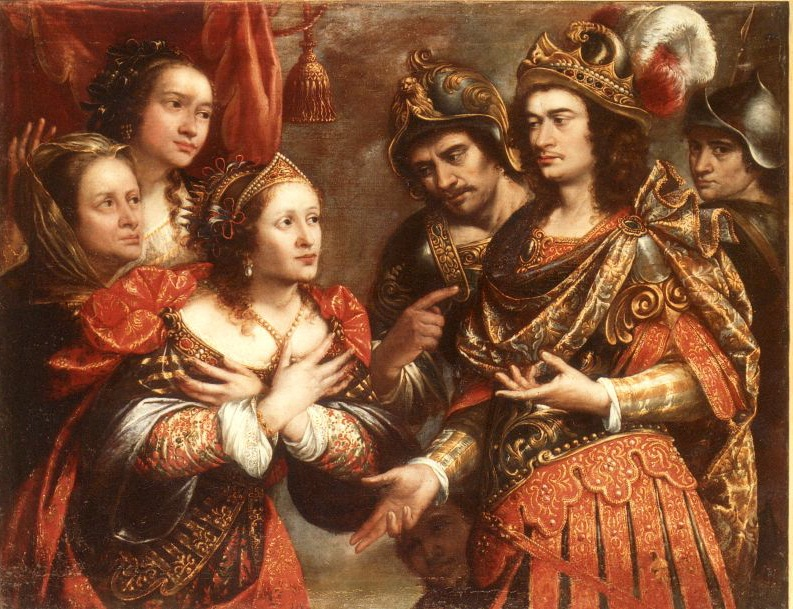
Dareiosz családja Nagy Sándor előtt (Justus Sustermans képe, 1452)

Az isszoszi vereség megroppantotta a Perzsa Birodalmat (tényleges bukását majd a gaugamélai csata okozza két évvel később). Ez volt az első alkalom, hogy a perzsa hadsereg a nagykirály jelenlétében vereséget szenvedett. A makedónok a csata után a perzsák táborában hatalmas, háromezer talentumnyi zsákmányt szereztek és elfogták Dareiosz családját (anyját, feleségét és lányait) is.  Nagy Sándor foglyaival rangjuknak megfelelően bánt.
Bár az út megnyílt Perzsia szíve felé, Nagy Sándor biztosítani kívánta a hátországát, ezért Isszosz után nem keletnek folytatta útját, hanem délnek indult, Fönícia és Egyiptom meghódítására.
A perzsák oldalán harcoló görög zsoldosok egy részét a következő évben III. Agisz spártai király rávette, hogy harcoljanak ismét a makedónok ellen. i. e. 331 nyarán Agisz a segítségükkel a Peloponnészoszon megverte a Koragosz vezette makedón sereget, de lázadása a megalopoliszi csatában elbukott.

## Fordítás
- Ez a szócikk részben vagy egészben  a   Battle of Issus című angol Wikipédia-szócikk ezen változatának fordításán alapul.  Az eredeti cikk szerkesztőit annak laptörténete sorolja fel. Ez a jelzés csupán a megfogalmazás eredetét és a szerzői jogokat jelzi, nem szolgál a cikkben szereplő információk forrásmegjelöléseként.